# Dyschoriste vestita
Dyschoriste vestita är en akantusväxtart som beskrevs av Raymond Benoist. Dyschoriste vestita ingår i släktet Dyschoriste och familjen akantusväxter. Inga underarter finns listade i Catalogue of Life.